# Borky
Borky jsou přírodní památka na jižním okraji obce Blatnička v okrese Hodonín v Jihomoravském kraji. Chráněné území je v péči Krajského úřadu Jihomoravského kraje.

## Předmět ochrany
Důvodem ochrany jsou flyšové sedimenty nivnického souvrství bělokarpatské jednotky vnějšího flyšového pásma, které jsou odkryty ve výchozech zářezu místní cesty. Unikátně je zde zastižena hranice paleocén/eocén. Naleziště fosílií mořských živočichů a jejich stop.
Lokalita je dokladem sedimentačního cyklu flyšového pásma Karpat. Přírodní památka je vhodná pro výzkum změn na hranici mezi paleocénem a eocénem, kdy docházelo k vymírání druhů v mořském ekosystému.

## Přístup
Přírodní památka Borky se nachází při jižním okraji silnice č. 54 u obce Blatnička, asi 1,5 km na severozápad od hranic CHKO Bílé Karpaty. Nedaleko od lokality prochází obcí trasa Strážnické vinařské cyklostezky.